# Triplophysa chondrostoma
Triplophysa chondrostoma és una espècie de peix de la família dels balitòrids i de l'ordre dels cipriniformes. Els mascles poden assolir els 7,7 cm de longitud total. Es troba a la Xina (Qinghai).